# الرياضة في إثيوبيا

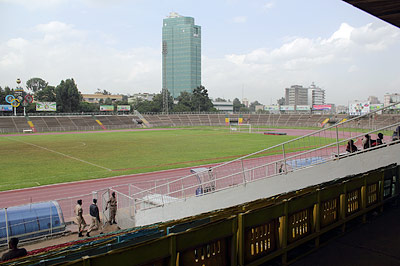
معلب أديس أبابا

على الرغم من أن أثيوبيا عُرفت عالميا بالعدائيين لمسافات متوسطة وطويلة. إلا أن مجالات الرياضة في أثيوبيا تتضمن أكثر من ذلك فهناك لاعب أولومبي في الملاكمة اسمه سيفو ميكونن وقد فاز منتخب اثيوبيا لكرة القدم عام 1962 في كأس الأمم الأفريقية. وهناك أيضا عدة مناسبات رياضية تقليدية مثل القتال بالعصا وهي رياضة مشهورة عند شعب سورما ونيانغتوم.

## الجريلمسافات طويلة
عادة ماتنافس أثيوبيا دولة كينيا والمغرب في بطولة العالم والمسابقات الأولومبية في الجري لمسافات طويلة ومتوسطة. ووصفت صحيفة نيويورك تايمز إثيوبيا بأنها «أساس الجري» لأنها حققت نجاحات تاريخية في الألعاب الرياضية حيث احتلت المركز الخامس في دورة الألعاب الأولومبية في الصيفية في بكين عام 2008. في شهر مارس عام 2006 فاز ثلاثة أثيوبيين في الجري لمسافات بعيدة وخصوصا هايلي جبريسيلاسي (بطل العالم والبطل الأولومبي) والذي حقق أكثر من 20 رقما قياسيا.وكينينيسيا بيكيلي (بطل العالم وبطل العالم للعدو الريفي والبطل الأولومبي) فقد حقق أرقاما قياسية في العدو لمسافة 5000 و10000 كيلو متر.وفازت اثيوبيا بعدة جوائز، فقد أخذت جميع الميداليات الثلاث في سباقات عالمية مختلفة مثل السباقات الاولومبية. وقد حصل لويس مايكل فلتشر على أربع ميداليات ذهبية في الألعاب البارالمبية في اثيوبيا وهو يعيش الآن في مدينة بيتربرة. وقد شاركت النساء الإثيوبيات في السنوات الاخيرة مع الرجال في السيطرة في مجال الألعاب الرياضية وخصوصًا ميسيريت ديفار وتيرونيش ديبابا الحاصلات على ميداليات ذهبية عديد. وأضافت اثيوبيا العديد من المناسبات إلى قائمة بروزها في الألعاب الرياضية مثل سباق الحواجز والذي حقق فيه ليجيس لاميسو مؤخرا أعلى مراتب الشرف.
من ضمن العدائيين ال‘ثيوبيين ديرارتو تولو وآبيبي بيكيلا ومامو ولد وميروتس يفتر وأديس أبيب وسيلشي سيهين وجيبريغزيابر جيبريماريام وبيلاينه دينسامو وويركنيش كيدين وتيرونيش ديبابا وميسيريت ديفار ومليون وولد وأسيفا مزغيبو. تعتبر ديرارتو تولو أول امرأة أفريقية تفوز بميدالية ذهبية أولومبية بحيث أنهت 10000 متر في برشلونة. ويعد أبيب بيكيلي أول بطل أولومبي يمثل الأمة الأفريقية وقد فاز بالمارثون الأولومبي في عام 1960 و1964 وحقق في ذلك أرقاما قياسية في جميع السنتين وهو معروف إلى يومنا هذا لأنه فاز بالمارثون حافي القدمين في عام 1960 في روما. وقد فاز ميروتس يفتر بالميدالية الذهبية بتحقيقه 5000 و10000 متر الألعاب الأولومبية في المغرب. وقد كان كينيسيا بيكيلي ثاني رجل يفوز بالألعاب الأولومبية الصيفية لعام 2008 بينما كانت زميلته تيرونيش ديبابا أول امرأة تفوز بالميدالية الذهبية في الجولتين 5000 و10000متر.
نظمت المنظمة «الجري الاثيوبي العظيم» الغير ربحية أكثر من 60 مسابقة في مناطق مختلفة من اثيوبيا لأغراض خيرية.

## كرة القدم
تعتبر كرة القدم الرياضة الأشهر في اثيوبيا وتحضى هذه الرياضة بشعبية كبيرة على الرغم من فشل المنتخب الوطني وقد فاز المنتخب الوطني بكأس الأمم الأفريقية لكرة القدم في عام1962.

## كرة السلة
انضمت اثيوبيا إلى الهيئة المنظمة لكرة السلة في العالم وهي الاتحاد الدولي لكرة السلة في عام 1949 ولديها تاريخ قديم وطويل في جنوب الصحراء الكبرى في افريقيا إلا أن المنتخب الوطني تراجع في المنافسة منذ الستينات من القرن الماضي لكنه يهدف إلى العودة من جديد إلى مجده السابق.